# 「煞停警黑亂港 落實五大訴求」集會

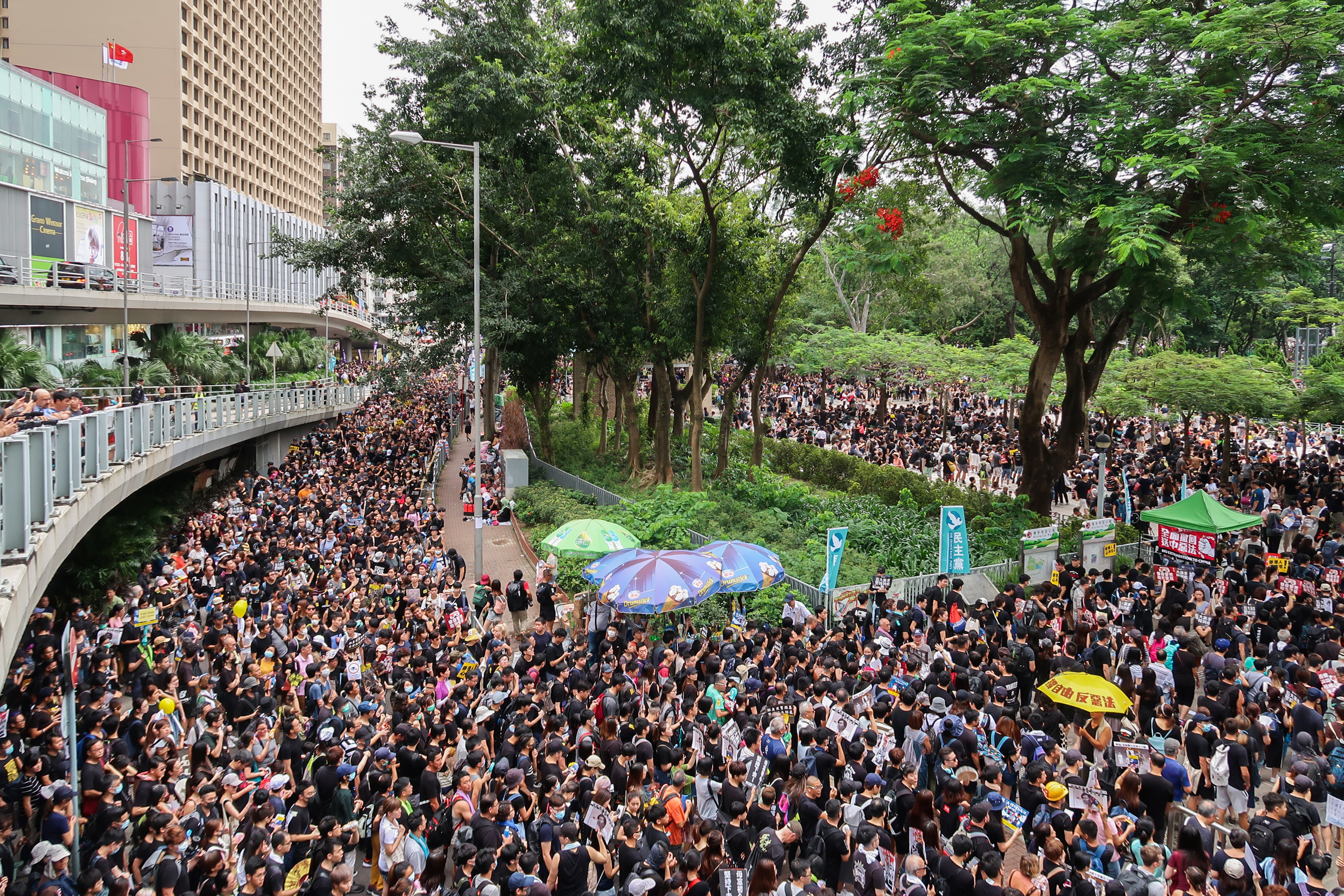
在銅鑼灣，大批市民湧入維園

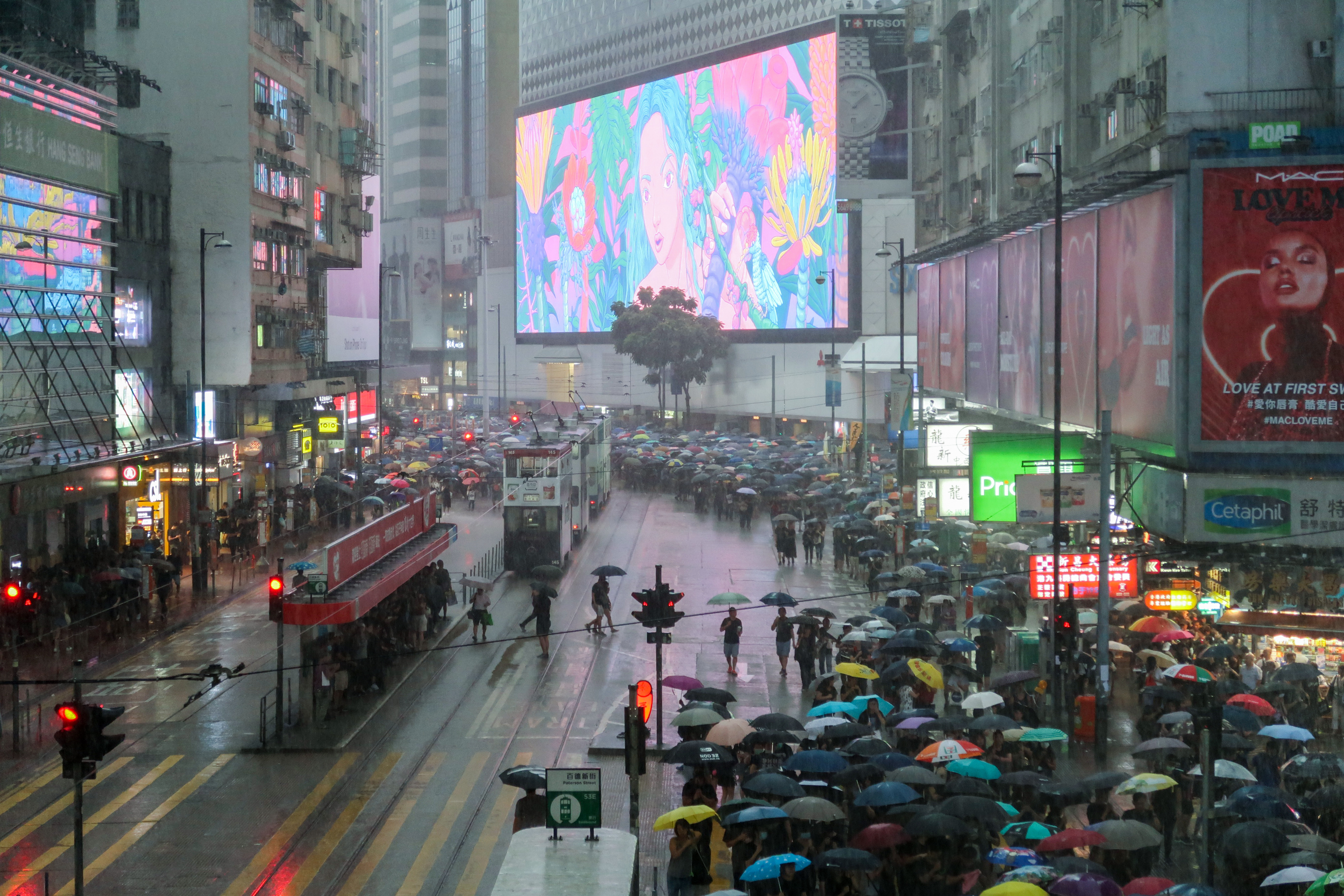
下午3時20分，開始下起傾盆大雨，有市民走出軒尼詩道

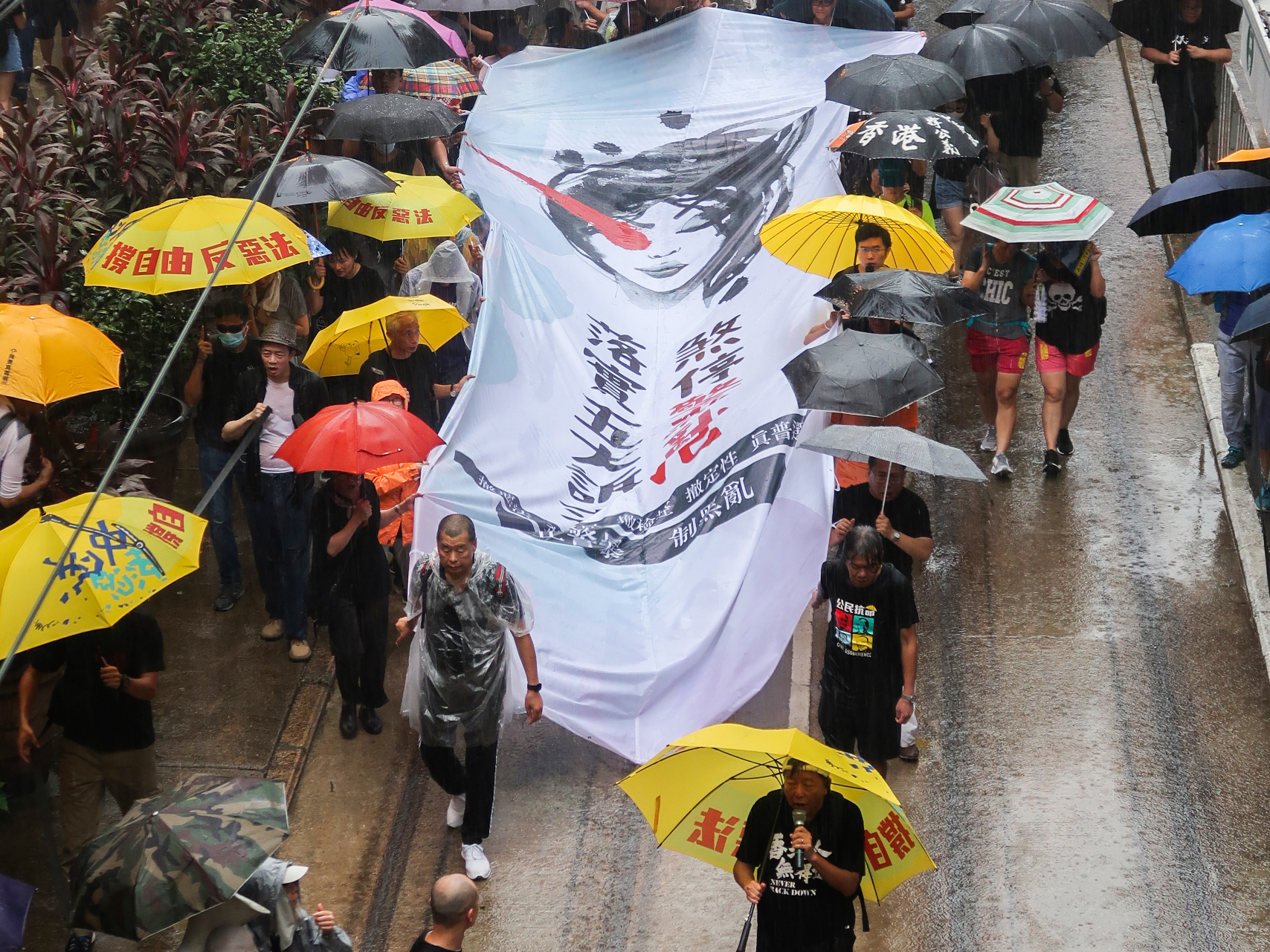
多名民主派議員和前議員和《蘋果日報》創辦人黎智英拉起巨型標語橫幅

「煞停警黑亂港 落實五大訴求」集會是民間人權陣線第七次發起的反對修訂《逃犯條例》的大型「流水式」集會，在2019年8月18日舉行，是次集會以反警暴為主題，抗議政府在鎮壓反修例抗議中香港警察的種種暴力行為，民陣原本計劃由維多利亞公園遊行到中環遮打道行人專用區，但因為警方對民陣原定遊行路線發出反對通知書，因此民陣將遊行改為在維多利亞公園舉辦「流水式集會」。
民阵宣布共有170萬人於銅鑼灣、天后及維園一帶集會（未能进入该范围的集会市民不被计算在内），认为总参与人数更多。警方於翌日的記者會表示最高峰有12.8萬人同時參與集會。警察公共關係科總警司謝振中表示上述數字並不包括維園外的參與者，只反映維園內某一刻的人數。雖然曾經有道路被佔據，但示威者在接近凌晨前自行散去；另外，這次集會不但首次能大致和平完成，而激進派示威者也首度沒有使用兵分多路到處佔據以及破壞的示威方式，警方也沒有出動防暴警察進行任何驅散以至戒備行動，為整個反修例運動當中的示威經常出現越發嚴重的警民衝突的情況下的首次。

## 背景
因示威者不滿政府仍未回應「五大訴求」，以及警方濫用武力的情況惡化，民間人權陣線再一次發起大遊行。因憂慮有警察假冒示威者，主辦方強調集會將於「和平、理性、非暴力」的方式進行，以防有人故意挑起衝突。

## 集會前夕

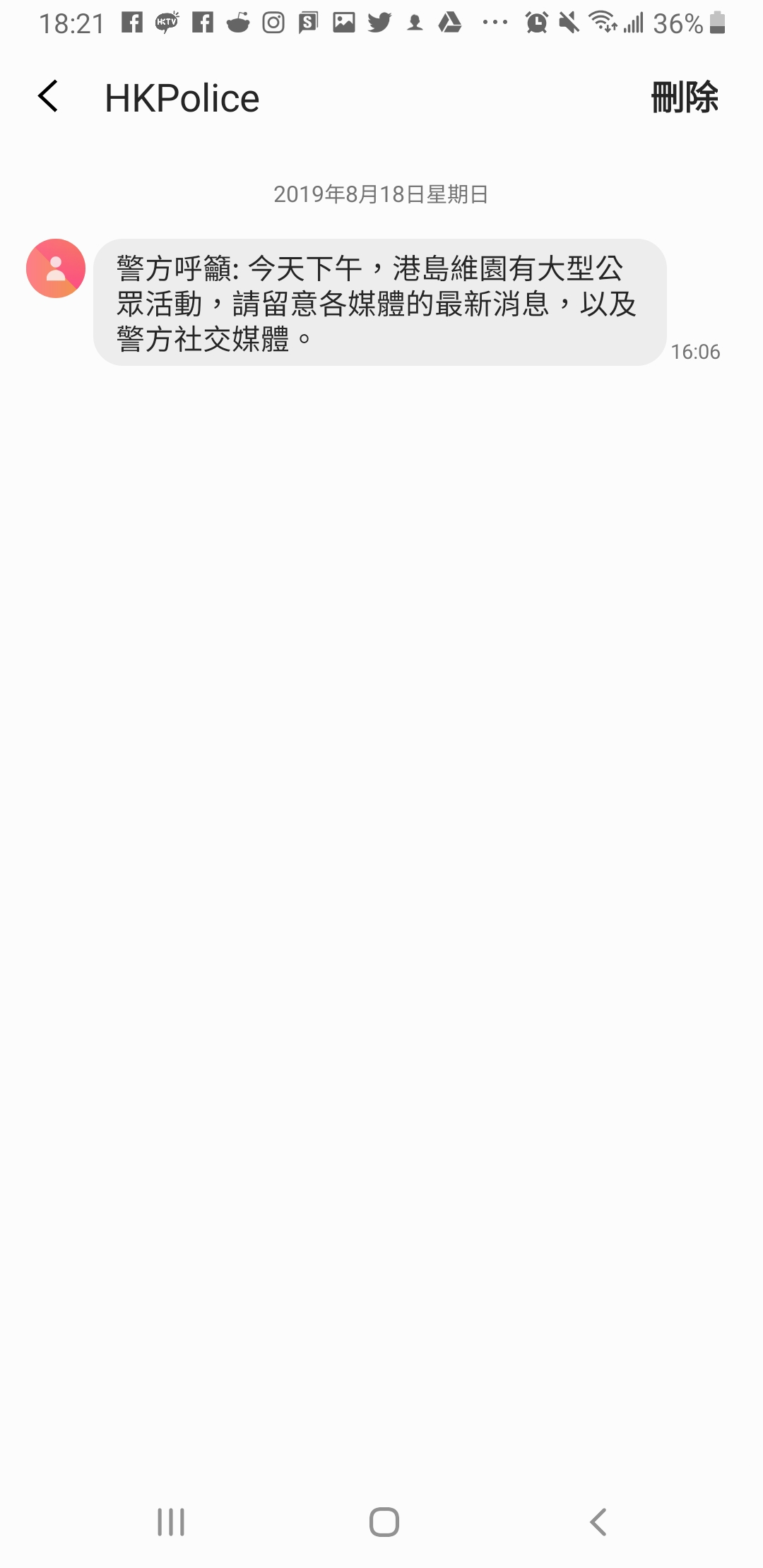
集會前夕香港手機用戶收到的警方訊息

民陣原定由銅鑼灣維多利亞公園出發，遊行至中環遮打道行人專用區，但其後民陣接獲警方發出「反對通知書」，禁止民陣舉行公眾遊行及在遮打道行人專用區的集會，只批准民陣在上午10時至晚上11時在維多利亞公園舉行集會。
民陣指，對警方的決定表示極度不滿，認為警方反對民陣舉辦安全合法和平的遊行是罔顧公眾安全的決定，其後向公眾活動及遊行上訴委員會提出上訴。上訴委員會最終判定維持原判，遊行仍批反對通知書。

## 經過

### 流水式集會
下午1時許起，大批示威者沿銅鑼灣軒尼詩道、怡和街及東角道等地方湧進維多利亞公園。至約2時半，維園6個足球場均站滿人，需開放中央草坪，人流倒灌至銅鑼灣及天后一帶，人龍由港鐵北角站步行至維園。其後突然下起大雨，大批市民舉起雨傘繼續參與遊行。由於人數太多，部分市民走出告士打道西行線，步行往灣仔方向。人流堵塞紅隧港島出口，九巴宣布經紅隧的所有過海巴士路線暫停服務。
下午3時多，流水式離開維園的市民抵達中環遮打道（即被禁示威的終點），大會表示市民可以重返維園再出發，或在此散去。
傍晚起，警方在西環一帶盤查黑衣人，並有防暴警察戒備，但並未見示威者聚集。
晚上8時30分左右，有近千名示威者仍然佔領金鐘的夏慤道，並不斷用雷射筆射向立法會大樓、政府總部以及駐港軍營總部；亦有市民繼續由維園出發。晚上9時，民陣宣布集會結束，一小時後宣布集會人數遠超170萬人。

### 金鐘零星衝突
金鐘曾出現零星衝突，一名身穿紅衣的大陸男子被懷疑是公安，近距離攝影示威者並作挑釁，引起示威者不滿並包圍近半小時，曾有一名黑衣蒙面人衝撞紅衣男，並拍打他的頭部，但隨即遭到制止，並高喊「照相就好，不要打他」。該男子表示來自上海，並非公安，當時只是在天橋上拍照，就被人懷疑拍攝示威者臉部。最終示威者與其合照舉拇指致敬，又對其大喊「福建獨立」「平反六四」「謝謝支持香港獨立」。
較後時間有一位白衣人疑與黑衣示威者起衝突，頭部受傷流血，有目擊者向傳媒解釋，「只是一場誤會」。

### 示威者撤離 和平落幕
接近午夜，在部分示威者呼籲下，示威者陸續和平散去。夏慤道的示威者最終在凌晨12點前撤離，同時高呼「下星期見」，整場示威活動至此結束。當日警方並沒有使用任何武力。
示威結束後的午夜，有身穿黑衣的人士被目睹進入政府總部，被質疑是警方臥底。警方澄清指沒有派人喬裝示威者，並解釋指是夜班警察上班。

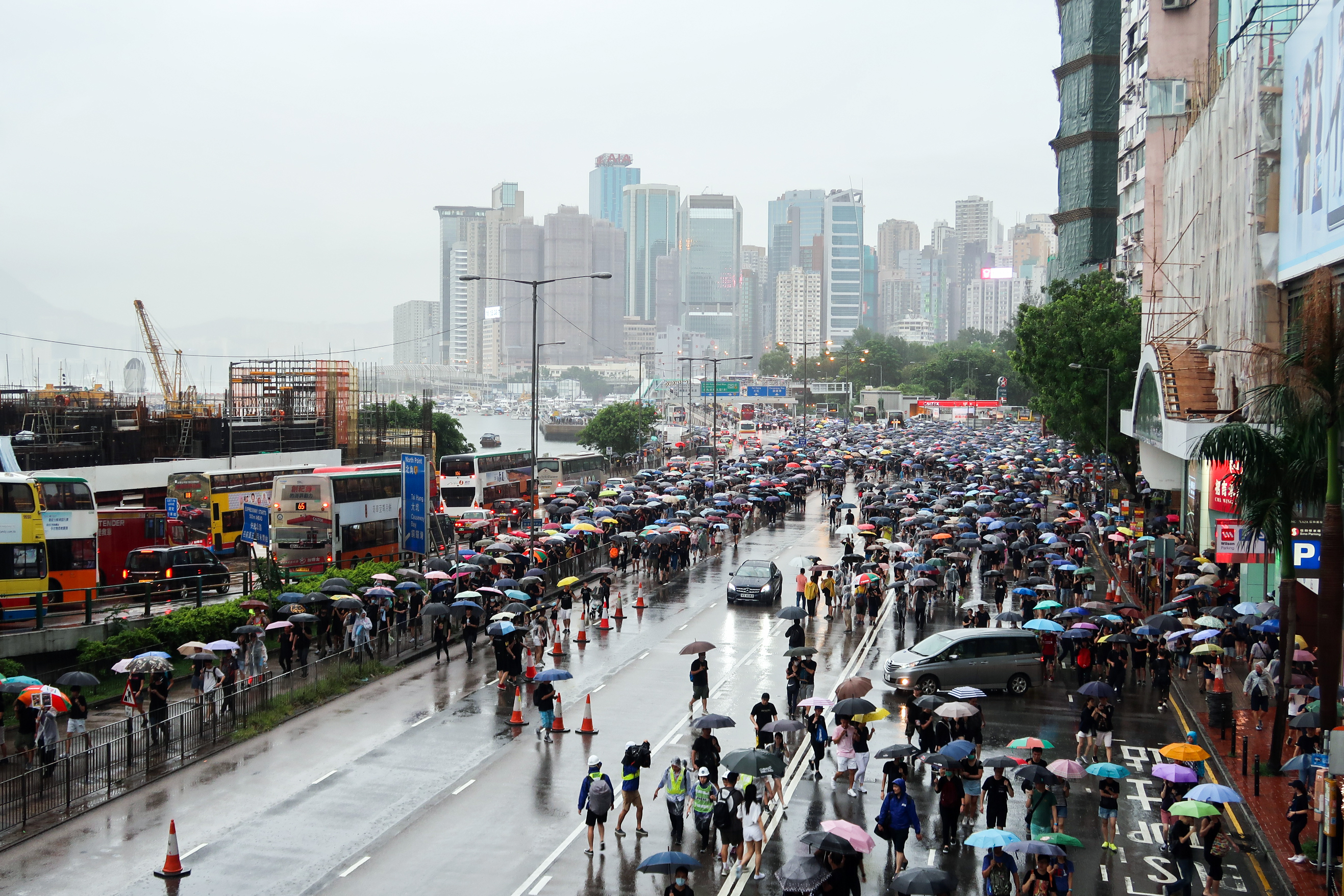
下午近5時，部分市民走出告士打道西行線，步行往灣仔方向
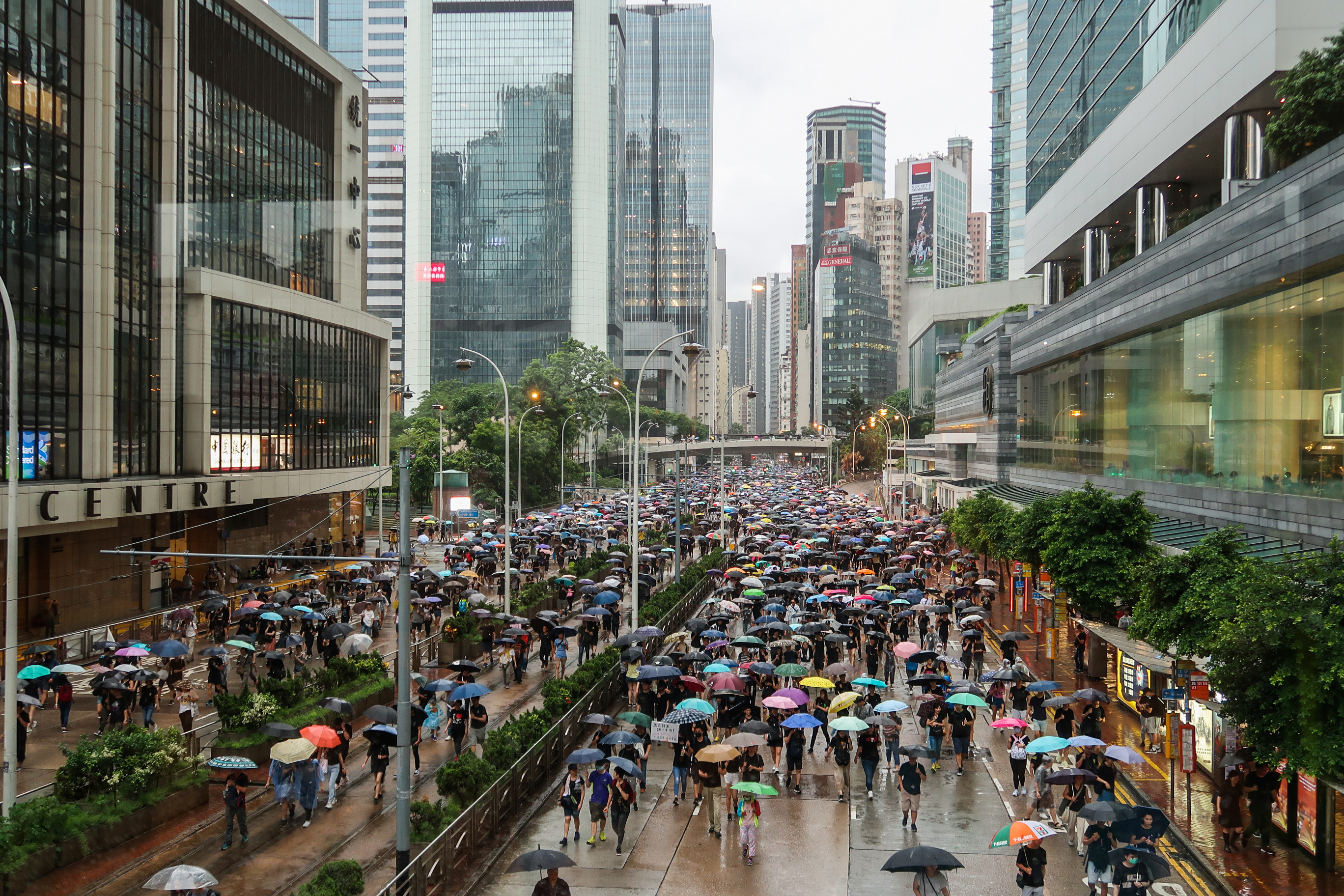
民眾陸續抵達金鐘
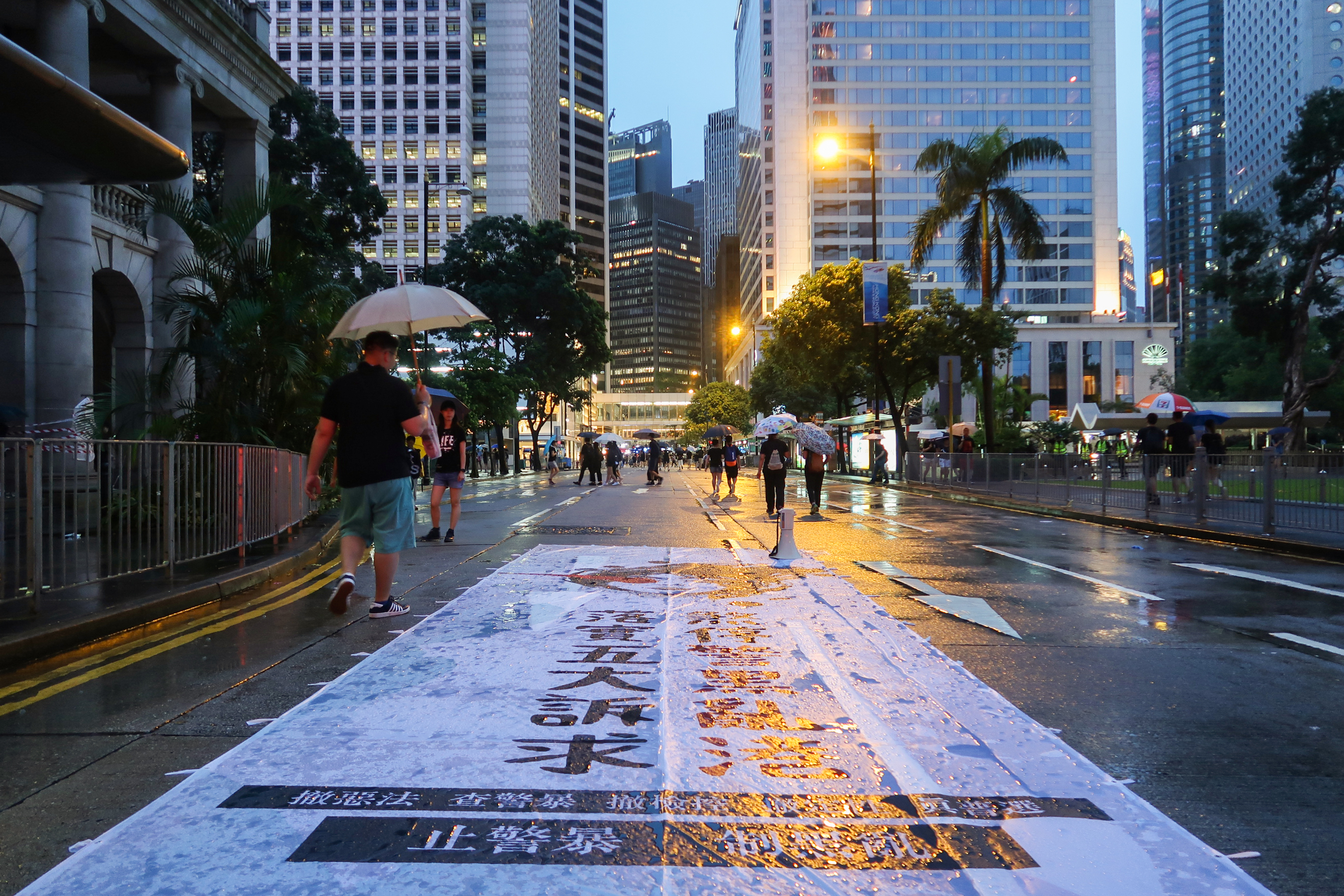
中環遮打道擺放了標語橫幅
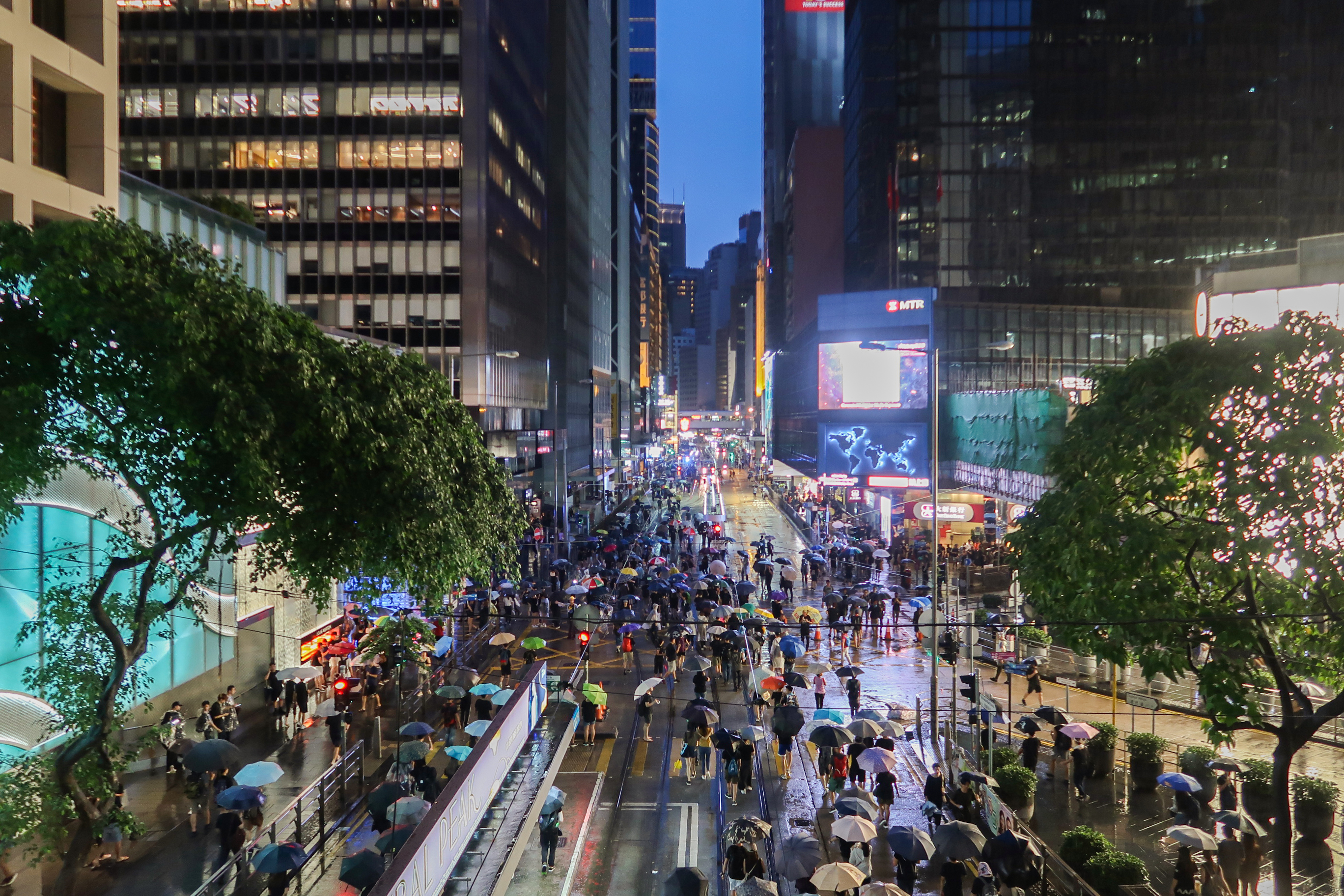
傍晚，不少市民在中環德輔道中往上環方向
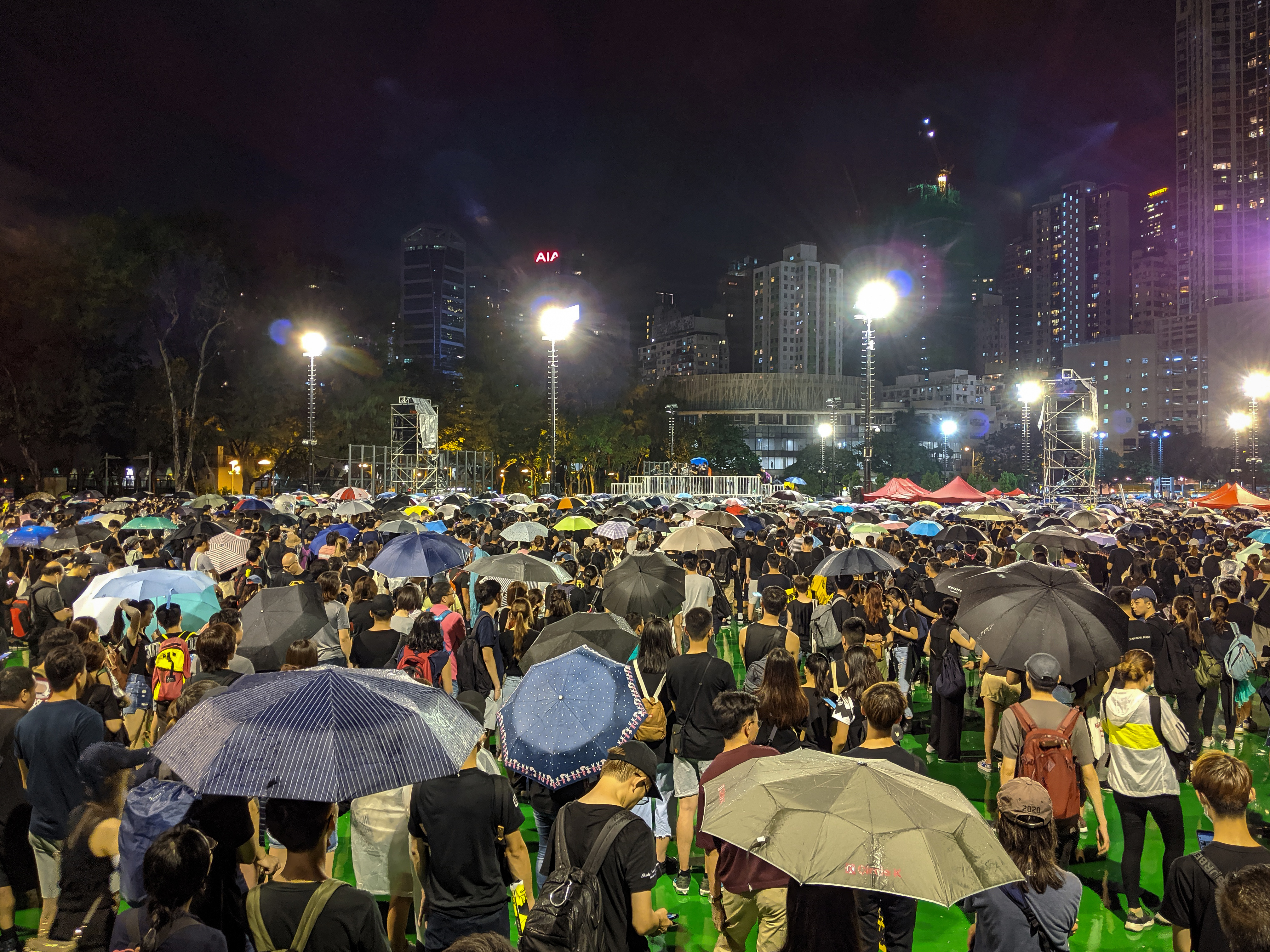
晚上近8時，在維多利亞公園有不少人士等候出發
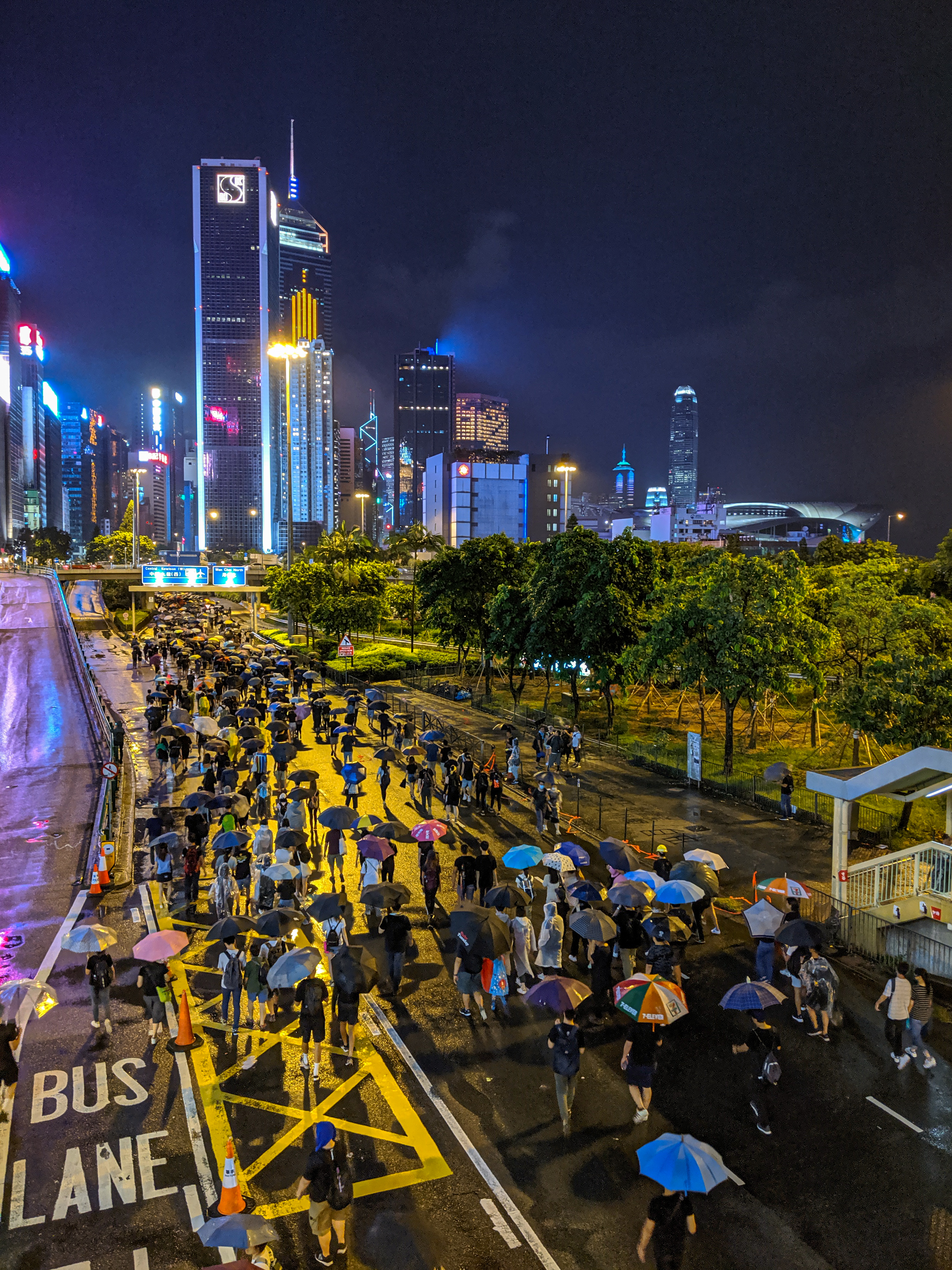
晚上仍然有不少人從告士打道往灣仔方向步行
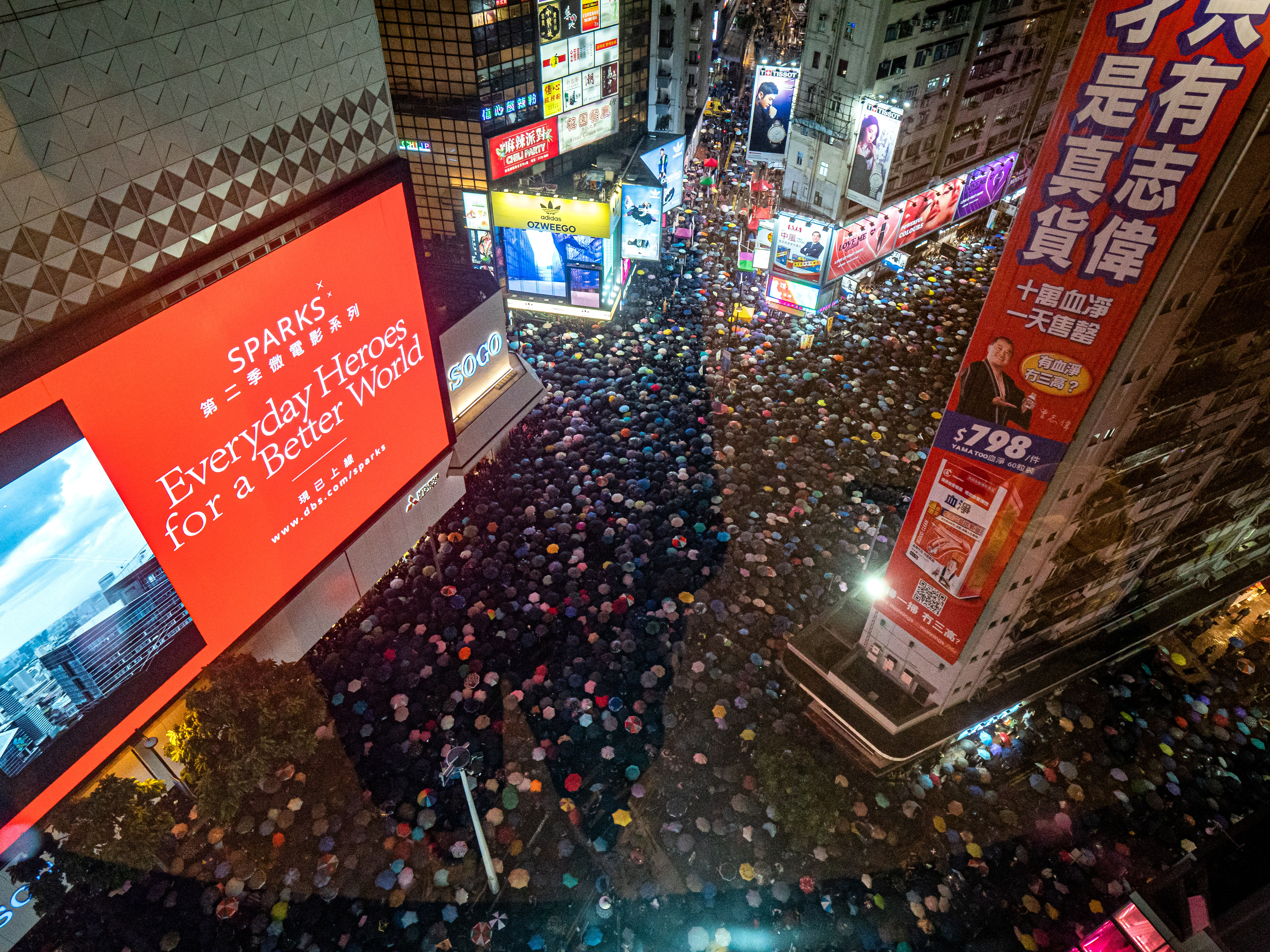
晚上，銅鑼灣一帶仍然有大批市民舉起雨傘聚集
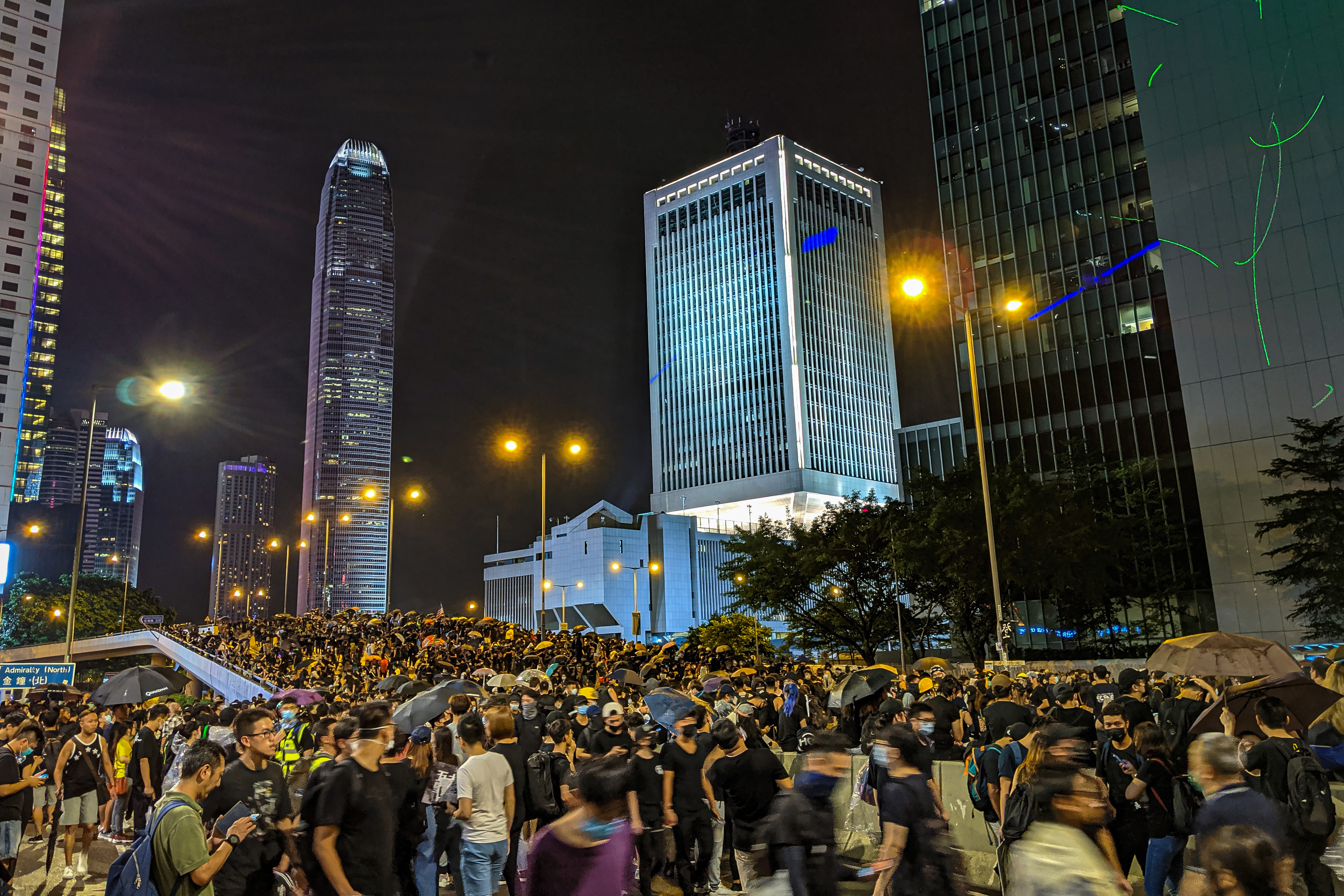
部分示威者逗留在夏慤道，並向雷射筆射向政府總部

## 警方部署
為免示威者衝擊中聯辦，大批警察自下午起於西環一帶佈防。此外，政府總部內亦有大量警員戒備。這次亦是水炮車完成測試後首次大型遊行，有兩輛水炮車調動到黃竹坑警察學院侯命。

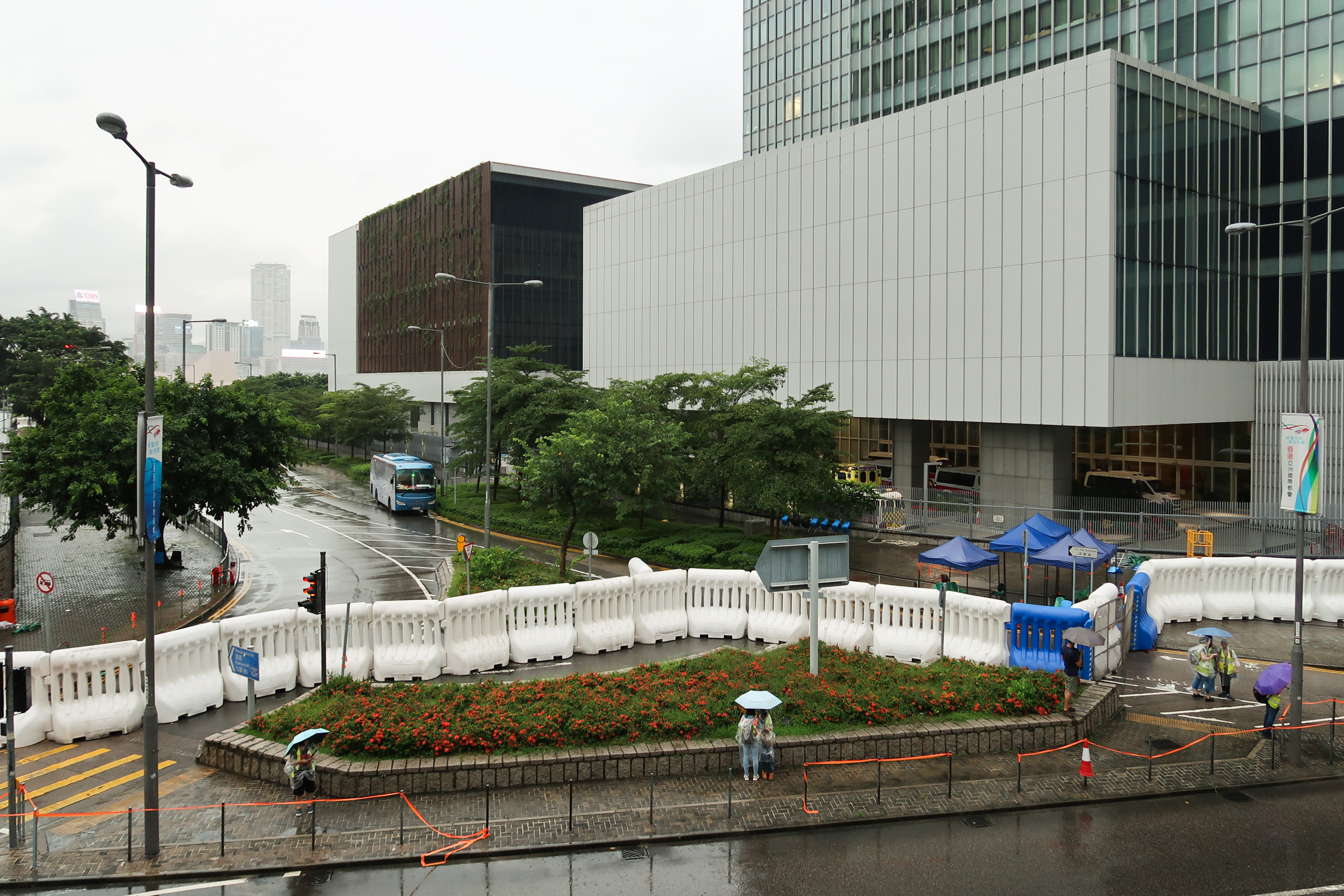
政府總部旁的添華道架設了水馬
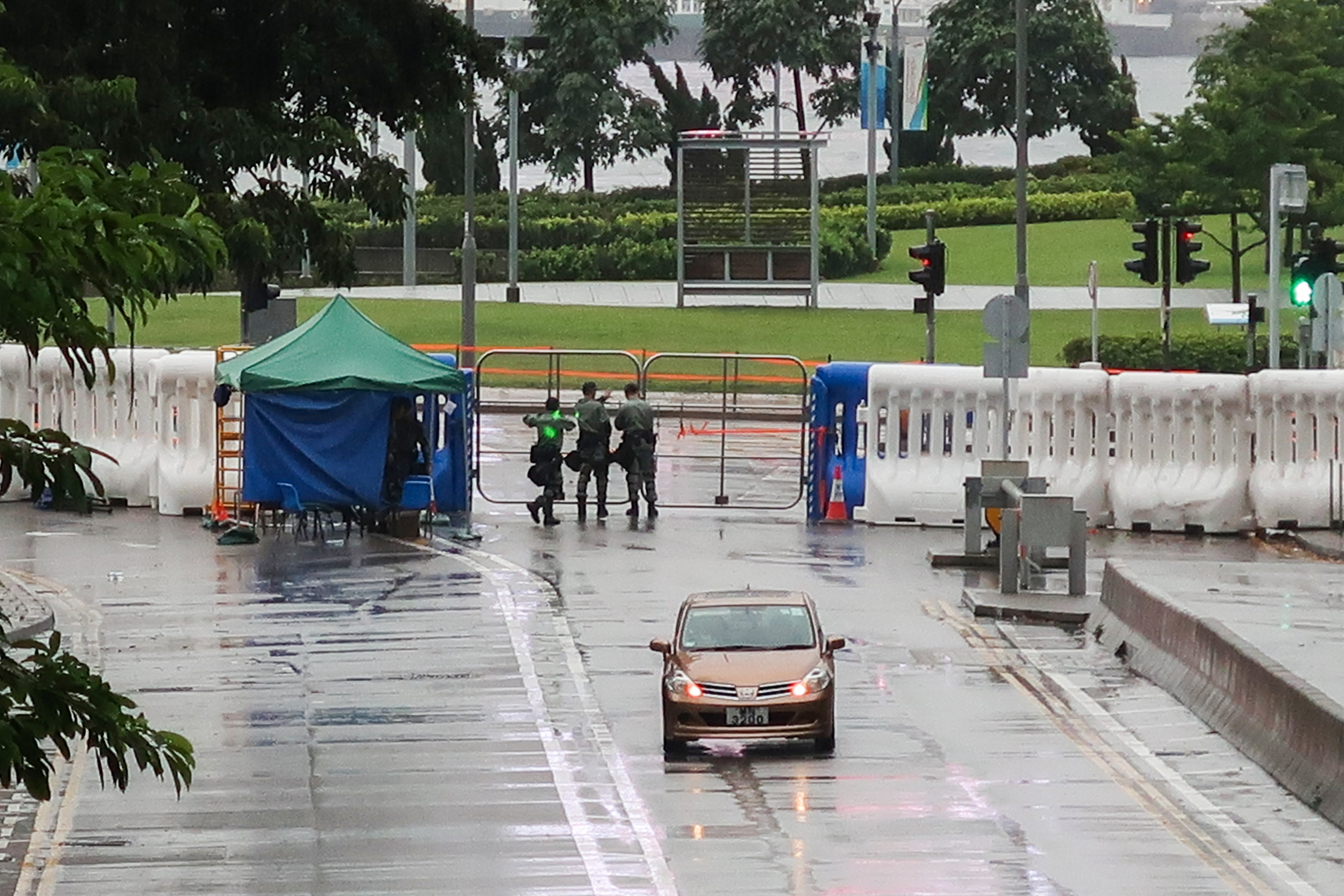
示威者用雷射筆射向添華道的防暴警員
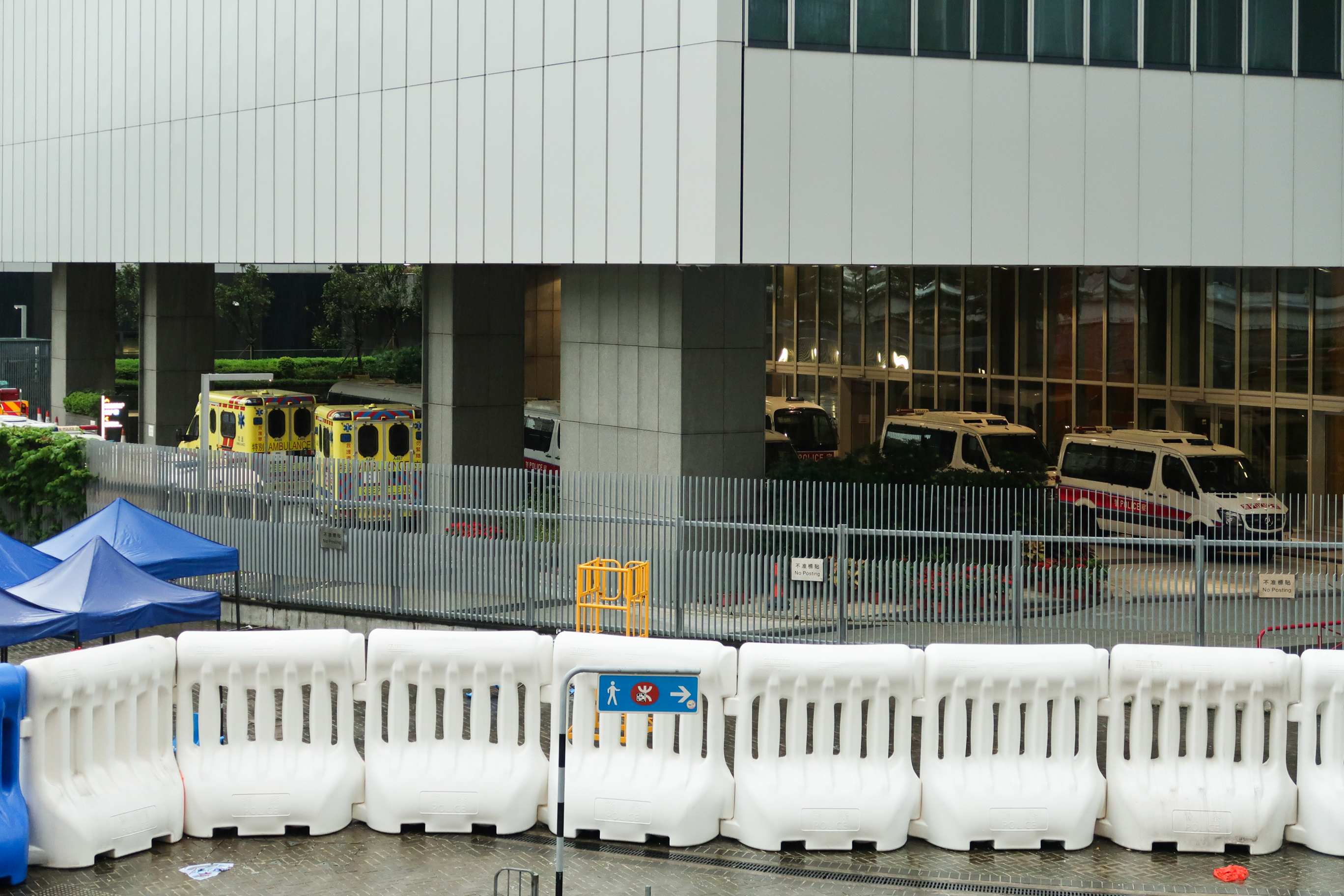
政府總部西翼有大量警車戒備

## 回應

### 政府
早在當日下午2時18分，政府已經發出新聞稿，就有團體以針對警方的口號舉行集會表示遺憾，並呼籲參與公眾集會和遊行的人士，以和平理性的方式表達意見。
政府當晚10時發出新聞稿，表示多條主要幹道被示威者佔用，對駕駛人士造成不便。並重申「目前最重要的是要盡快回復社會秩序；當一切平靜之後，政府會與市民展開真誠對話，致力修補撕裂，重建社會和諧。」

### 中共官方媒體
中共中央机关报旗下《环球时报》在集會翌日早上發表社評，形容是「多個星期的暴力示威活動之後」，首次出現「暴力退潮」，但表示「挑戰仍然嚴峻，認為退潮是因為中國武警部隊在深圳大練兵」。社評認為「極端反對派沒有收手的跡象，民陣將再舉行遊行反對人大831決定，因此接下來的時間非常關鍵，愛國愛港力量需要進一步行動起來，港府要出台起到溝通、舒緩民意作用的措施，國家也要對港府、警隊以及愛國愛港力量給予更堅實有效的支持」。
《人民日報》海外版亦有評論文章指政府絕不能協妥讓步，認為示威者「不要指望中央會在原則問題上讓步」。

### 外國傳媒
路透社指是次集會參加人數眾多，反映示威活動仍然受到廣泛民眾支持。
CNN指是次集會是繼多周暴力事件後，運動能否持續下去的一個測試。而最終示威者能夠保持和平，反映港人仍非常團結。

## 拘捕及法庭提堂

### 警方事隔多月拘捕多名民主派人物 全部被判監
2020年4月18日，警方港島總區重案組展開拘捕行動，拘捕人士包括壹傳媒集團主席黎智英，民主黨創黨主席，大律師李柱銘、前主席楊森、何俊仁及單仲偕、工黨副主席李卓人及何秀蘭、公民黨吳靄儀、社民連梁國雄，以及區諾軒等9名前立法會議員，而社民連吳文遠及黃浩銘，民主人權陣線的陳皓桓及支聯會蔡耀昌亦被捕。全部人被落案起訴涉嫌組織及參與未經批准的集結，及公告未經批准的遊行等控罪，2020年5月15日在東區裁判法院提堂，全部人獲准保釋候查。
2021年2月16日，香港區域法院開審此案，預計審期10天。其中區諾軒及梁耀忠已認罪，而其餘7名被告則否認控罪，當中包括黎智英。由於辯方臨時表示要呈交專家報告，法庭將案押後至17日繼續。4月1日，區域法院法官胡雅文裁定7名被告罪名成立。
2021年4月16日，多名被控的民主派人物在西九龍裁判法院求情和判刑。案件審訊前，有50名市民在法院外排隊，等候入內旁聽。法官指雖然當然集會和平進行，不過認為案件嚴重，包括集會規模大及有機會衍生暴力，行為明顯是挑戰警權、法律和秩序，故認為判監是唯一選擇。案件中梁國雄判囚18個月，82歲的民主黨創黨主席李柱銘判囚11個月，緩刑24個月；73歲的公民黨立法會前議員及大律師吳靄儀判囚12個月，緩刑24個月。而黎智英、李卓人、何俊仁判囚12個月，區諾軒判囚10個月，何秀蘭和梁耀忠判囚8個月。其中李柱銘，黎智英和吳靄儀首次被定罪，兩項罪名分別為「組織未經批准集結」及「明知而參與未經批准集結」。只有吳靄儀、何俊仁、梁耀忠和李柱銘4人獲准緩刑，其餘被告須即時監禁。
民陣召集人陳皓桓直斥法庭判刑過重，對此感到荒謬。表示當日有逾170萬人上街，但警方沒有給他們警告或指示，沒有擔起協助主辦方舉辦集會的角色。他批評政權設下陷阱，作出政治檢控。判刑將會造成寒蟬效應，讓市民不敢再發聲，最終只會讓民怨積壓。
下午約6時，何俊仁和楊森獲准緩刑，步出西九龍裁判法院後見記者，他們對法庭的判決感驚訝。何俊仁認為自己雖然得到緩刑，但指法官以非常負面的角度去看待和平集會，而被判這樣的刑罰、而其他人要即時入獄感到痛心。因為此類案件以往最多罰款，但本案的量刑起點是18個月。楊森對判決將社會不安與和平集會拉上關係感到匪夷所思，質疑法庭是否配合國安處，透過嚴刑去打壓和平示威。
案中黎智英、吳靄儀、李柱銘及梁國雄等7人不服定罪和刑罰提上訴，在2022年11月28日於高院處理許可申請。上訴方指，「組織」是指「事前」準備，沒有證據顯示各被告有份組織，又以韓國梨泰院、香港蘭桂坊的人踩人事件為例，指出「流水式」集會協助疏散人群，亦有其重要性。上訴庭最終於2023年8月14日頒下判詞，裁定7人「組織未經批准集結」罪上訴得直，其中刑期尚未服畢的黎智英、李卓人、梁國雄、何秀蘭獲減刑3至6個月，而「明知而參與未經批准集結」罪的上訴則全數駁回。其中4人早前已服畢本案刑期。另外 3 人包括李柱銘、吳靄儀、何俊仁，則因緩刑期限已過，未有處理原審判刑。
2019年8月18日流水式集會中，被控「組織」及「參與」未經批准集結兩罪罪成的7名民主派人士 - 黎智英、李卓人、吳靄儀、梁國雄、何秀蘭、何俊仁及李柱銘，早前上訴「組織集結」得直、撤銷定罪；但「參與集結」罪則上訴失敗、維持定罪。其後再上訴至終審法院，2024年8月12日，法官判決7人敗訴。
負責審議的5位法官是首席法官張舉能、常任法官李義、林文瀚、霍兆剛，以及非常任法官廖柏嘉。
本案爭議近年兩宗英國最高法院案例訂明的「執行相稱性」原則，是否適用於本案。上訴方力陳，當日集結完全和平，事隔多日後拘捕、檢控及定罪，不合比例侵害人權；又指歐洲案例壓倒性地顯示，即使是未經批准集結，不等同自動失去基本權利保障，法庭必須審視是否有必要採取執法行動。
律政司一方則指，有關歐洲案例與香港獨特法制不同，且警方已進行相稱性評估，質疑上訴方稱，即使上訴人參與集結，但因定罪不相稱可獲判無罪，說法屬「搬龍門」，破壞立法原意。
終院判詞指，香港法庭不應跟隨近年兩宗英國最高法院案例，指該兩案的法律背景有別於香港，包括香港和英國在處理人權挑戰的法律框架有不同之處。香港法庭可宣告違憲的條款或其他規定為無效及將其廢除，但在英國被宣告為不符合人權的條款，仍會被視為有效的法律繼續執行。常任法官林文瀚亦指，就集會自由的限制而言，香港並沒有法理基礎將檢控、定罪及判刑，視為有別於構成相關罪行規定的獨立限制。非常任法官廖柏嘉勳爵補充，基於憲法上的差異，香港和英國的法庭裁定限制不相稱後，會採取不同做法。